# Emmanuel Timoni
Emmanuel Timoni, né en 1670 et mort en 1718 est un médecin italien au service de l'ambassade de Grande-Bretagne à Constantinople au début du XVIIIe siècle. 

## Biographie
Fils du drogman d'Angleterre à Constantinople Demetrio de Domenico Timoni, son nom reste attaché à la diffusion de l'inoculation de la variole en Europe. Diplômé de l'université de Padoue, membre de la Royal Society de Londres depuis 1703, le docteur Timoni publie en 1713 dans les Philosophical transactions de la Royal Society son traité sur l'inoculation. Son travail est publié de nouveau l'année suivante à Leipzig. À partir de cette date, les publications sur ce sujet se multiplient, Pylarino en 1715, Leduc et Maitland en 1722...
De son épouse Catherine Dantan (ca 1698-1786), fille du chirurgien de l'ambassade de France Michel Dantan et de Francisca d'Andria, il eut deux fils Antoine (ca 1712-1792) et Michelangelo (entre 1700/15-1761/79) drogman d'Angleterre à Constantinople. Veuve, son épouse se remaria en 1733 avec Frédérich Hübsch, ministre résident de l'électeur de Saxe et du roi de Pologne à Constantinople.
Le nom de Timoni est attesté dans les anciennes colonies génoises d'Orient, à Chio dès 1521 et à Péra dès 1627.